# Wayne Boden
Wayne Clifford Boden (1948 - 27 maart 2006) was een Canadese seriemoordenaar en verkrachter van 1968 tot en met 1971. Hij kreeg de bijnaam The Vampire Rapist (de vampierverkrachter) omdat hij in de borsten van zijn slachtoffers beet. Die werkwijze zorgde er tevens voor dat hij de eerste persoon in Noord-Amerika werd die veroordeeld kon worden met behulp van de forensische tandheelkunde.

## Slachtoffers
- Shirley Audette werd op 3 oktober 1969 gevonden in Montreal. Ze was verwurgd en verkracht en haar borsten vertoonden agressieve bijtwonden.
- Marielle Archambault werd op 24 november van hetzelfde jaar op de vloer van haar appartement gevonden door haar baas, die kwam kijken of ze ziek was nadat ze was weggebleven van haar werk. Ze lag naakt onder een deken in haar overhoop gehaalde woning, verkracht en met bijtwonden op haar borsten.
- Jean Way deed op 6 januari 1970 niet open toen haar vriend haar op kwam halen voor een afspraakje. Toen hij later terugkwam, zat de deur niet op het slot en lag haar lijk naakt op de bank, met kauwsporen over haar borsten. Het bleek de meest recente moord in Montreal.
- Elizabeth Anne Porteous kwam op 18 mei 1971 niet opdagen op haar werk. Haar huisbaas vond haar naakt en gewurgd op de slaapkamervloer van haar overhoop gehaalde appartement in Calgary. Ze was verkracht en op de bekende plekken gebeten. De politie vond echter wel een kapotte manchetknoop onder haar lichaam die belangrijk zou blijken te zijn.

## Opsporing
Collega's van Porteous verklaarden aan de politie dat ze haar het laatst gezien hadden in een blauwe mercedes op de avond dat ze overleed. Op 19 mei signaleerden agenten de auto, geparkeerd vlak bij Porteous' woning. Toen Boden in wilde stappen werd hij gearresteerd. Hij vertelde de politie dat hij inderdaad met de vrouw uit was geweest, dat de manchetknoop van hem was en dat hij hierheen verhuisd was vanuit Montreal. Boden verklaarde echter ook dat hij Porteous in levenden lijve had achtergelaten.

## Arrestatie & straf
De politie nam Boden in voorarrest en via de FBI kwam ze in contact met een orthodontist in Engeland met ervaring in dit soort gevallen. Bodens gebit en de gevonden tandafdrukken bleken op 29 punten overeen te komen, wat voor de jury genoeg bleek hem schuldig te bevinden. Hij bekende drie van de moorden en werd veroordeeld tot driemaal levenslange gevangenisstraf.

## Overlijden
Boden werd op 16 februari 1972 opgesloten in Kingston Penitentiary in Kingston (Ontario). Daar verbleef hij, een ontsnapping van 36 uur ten spijt, tot 27 maart 2006, toen hij in het Kingston Regional Hospital  stierf aan huidkanker.